# 智利五棘鯛
智利五棘鯛（學名：Pentaceros quinquespinis），為輻鰭魚綱鱸形目鱸亞目五棘鯛科的其中一種，分布於東南太平洋智利海域，深度175-210公尺，本魚眼大，吻略突出，口小，體略呈方形，體色為褐色，體長可達35公分，棲息在大陸棚底中層水域，生活習性不明。

## 擴展閱讀
維基物種上的相關：智利五棘鯛